# Anthony Hurd, Baron Hurd
Anthony Richard Hurd, Baron Hurd Kt (* 2. Mai 1901; † 12. Februar 1966) war ein britischer Journalist und Politiker der Conservative Party, der neunzehn Jahre lang Abgeordneter des House of Commons war und 1964 als Life Peer aufgrund des Life Peerages Act 1958 Mitglied des House of Lords wurde.

## Leben

### Journalist und Landwirt
Hurd, dessen Vater Percy Hurd mit einer kurzen Unterbrechung ebenfalls 27 Jahre lang Abgeordneter des House of Commons war, absolvierte nach dem Besuch des Marlborough College ein Studium am Pembroke College der University of Cambridge, das er 1922 mit einem Bachelor of Arts (B.A.) abschloss. 1924 begann er seine berufliche Tätigkeit als Journalist als Landwirtschaftsredakteur bei der Zeitschrift The Field und war dort bis 1937 tätig.
Nachdem er ein weiteres Studium am Pembroke College 1926 mit einem Master of Arts (M.A.) abgeschlossen hatte, wurde er daneben 1926 auch Landwirt in Berkshire und war später zeitweilig Vizepräsident der Royal Agricultural Society. Des Weiteren war Hurd, der auch Fellow des Chartered Institute of Journalists war, zwischen 1932 und 1958 landwirtschaftlicher Korrespondent der Tageszeitung The Times.

### Unterhausabgeordneter und Oberhausmitglied
Nach Ende des Zweiten Weltkrieges wurde Hurde als Kandidat der Conservative Party bei den Unterhauswahlen vom 5. Juli 1945 als Abgeordneter in das House of Commons gewählt und vertrat in diesem neunzehn Jahre lang bis zu seinem Mandatsverzicht am 31. August 1964 den Wahlkreis Newbury. Während dieser Zeit wurde er 1959 zum Knight Bachelor geschlagen und führte seither den Namenszusatz „Sir“.
Kurz vor der Niederlegung seines Abgeordnetenmandats wurde Hurd durch ein Letters Patent vom 24. August 1964 aufgrund des Life Peerages Act 1958 als Life Peer mit dem Titel Baron Hurd, of Newbury in the Royal County of Berkshire, in den Adelsstand erhoben und war somit bis zu seinem Tod Mitglied des House of Lords.
Aus der am 28. September 1928 geschlossenen Ehe mit Stephanie Frances Corner gingen drei Söhne hervor, darunter der älteste Sohn Douglas Hurd, der 23 Jahre lang Unterhausabgeordneter und mehrmals Minister war und 1997 als Baron Hurd of Westwell, of Westwell in the County of Oxfordshire ebenfalls Mitglied des Oberhauses wurde. Dessen Sohn Nick Hurd ist seit 2005 Abgeordneter des House of Commons und seit 2010 Parlamentarischer Unterstaatssekretär für Wohltätigkeit, soziale Unternehmen und Freiwilligenarbeit im Cabinet Office der Regierung von Premierminister David Cameron.